# Liste des maires de Berne
Cet article présente la liste des maires de Berne, la capitale de la Suisse.
Jusqu'en 1871, le titre utilisé est Gemeindepräsident, soit littéralement président de commune. À partir de 1871, le titre de « maire » (en allemand Stadtpräsident) est utilisé.
| Mandat      | Maire                     | Naissance | Parti politique              |
| ----------- | ------------------------- | --------- | ---------------------------- |
| 1832 - 1848 | Karl Zeerleder            | 1780      | conservateur                 |
| 1849 - 1863 | Friedrich Ludwig Effinger | 1795      | conservateur                 |
| 1864        | Christoph Albert Kurz     | 1806      | conservateur                 |
| 1864 - 1888 | Rudolf Otto von Büren     | 1822      | conservateur                 |
| 1888 - 1895 | Eduard Müller             | 1848      | Parti radical-démocratique   |
| 1895 - 1899 | Franz Lindt               | 1844      | PRD                          |
| 1900 - 1918 | Adolf von Steiger         | 1859      | PRD                          |
| 1918 - 1920 | Gustav Müller             | 1860      | Parti socialiste suisse      |
| 1920 - 1937 | Hermann Lindt             | 1872      | Union démocratique du centre |
| 1937 - 1951 | Ernst Bärtschi            | 1882      | PRD                          |
| 1952 - 1958 | Otto Steiger              | 1890      | UDC                          |
| 1958 - 1966 | Eduard Freimüller         | 1896      | Parti socialiste suisse      |
| 1966 - 1979 | Reynold Tschäppät         | 1917      | Parti socialiste suisse      |
| 1979 - 1992 | Werner Bircher            | 1928      | PRD                          |
| 1993 - 2004 | Klaus Baumgartner         | 1937      | Parti socialiste suisse      |
| 2005 - 2017 | Alexander Tschäppät       | 1952      | Parti socialiste suisse      |
| 2017 - 2024 | Alec von Graffenried      | 1962      | Les Verts                    |
| 2025 -      | Marieke Kruit             | 1968      | Parti socialiste suisse      |

## Source
- (de) Cet article est partiellement ou en totalité issu de l’article de Wikipédia en allemand intitulé « Liste der Stadtpräsidenten von Bern » (voir la liste des auteurs).